# Пакліно
Па́кліно (рос. Паклино) — село у складі Баєвського району Алтайського краю, Росія. Адміністративний центр Паклінської сільської ради.

## Населення
Населення — 331 особа (2010; 443 у 2002).
Національний склад (станом на 2002 рік):
- росіяни — 98 %